# Eparchie Bhadravathi
Die Eparchie Bhadravathi (lateinisch Eparchia Bhadravathensis) ist eine Eparchie der mit der römisch-katholischen Kirche unierten syro-malabarischen Kirche mit Sitz in Bhadravati in Indien. Sie umfasst die Distrikte Chikkamagaluru und Shivamogga im indischen Bundesstaat Karnataka.

## Geschichte
Papst Benedikt XVI. gründete die Eparchie am 29. August 2007 aus Gebietsabtretungen der Eparchie Mananthavady und unterstellte sie der Erzeparchie Tellicherry als Suffragandiözese. Seit der Gründung ist der Ortsordinarius Joseph Erumachadath MCBS.